# آقامحمد فضلی
آقامحمد فضلی از اعضای ارشد سازمان جبهه نیمروز و ولسوال سابق ولسوالی چخانسور در ولایت نیمروز بودند که صبح روز دوشنبه ۲۹ خرداد ۱۳۹۶ در شهر زرنج توسط افراد ناشناس ترور شد.